# Xavier de Maistre
Xavier de Maistre (Russisch: Ксаверий Ксаверьевич де Местр, Ksaveri Ksaverijevitsj de Mestr) (Chambéry (Hertogdom Savoye), 8 november 1763 - Sint-Petersburg (Keizerrijk Rusland), 12 juni 1852) was een Franstalige militair, kunstschilder en schrijver. Hij diende in het leger van Piëmont-Sardinië (waar Savoye van 1720 tot 1860 deel van uitmaakte) en vanaf 1799 in het Russische keizerlijke leger van tsaar Alexander I van Rusland. In 1790 verscheen zijn bekendste werk Voyage autour de ma chambre (Reis door mijn kamer).

## Levensloop

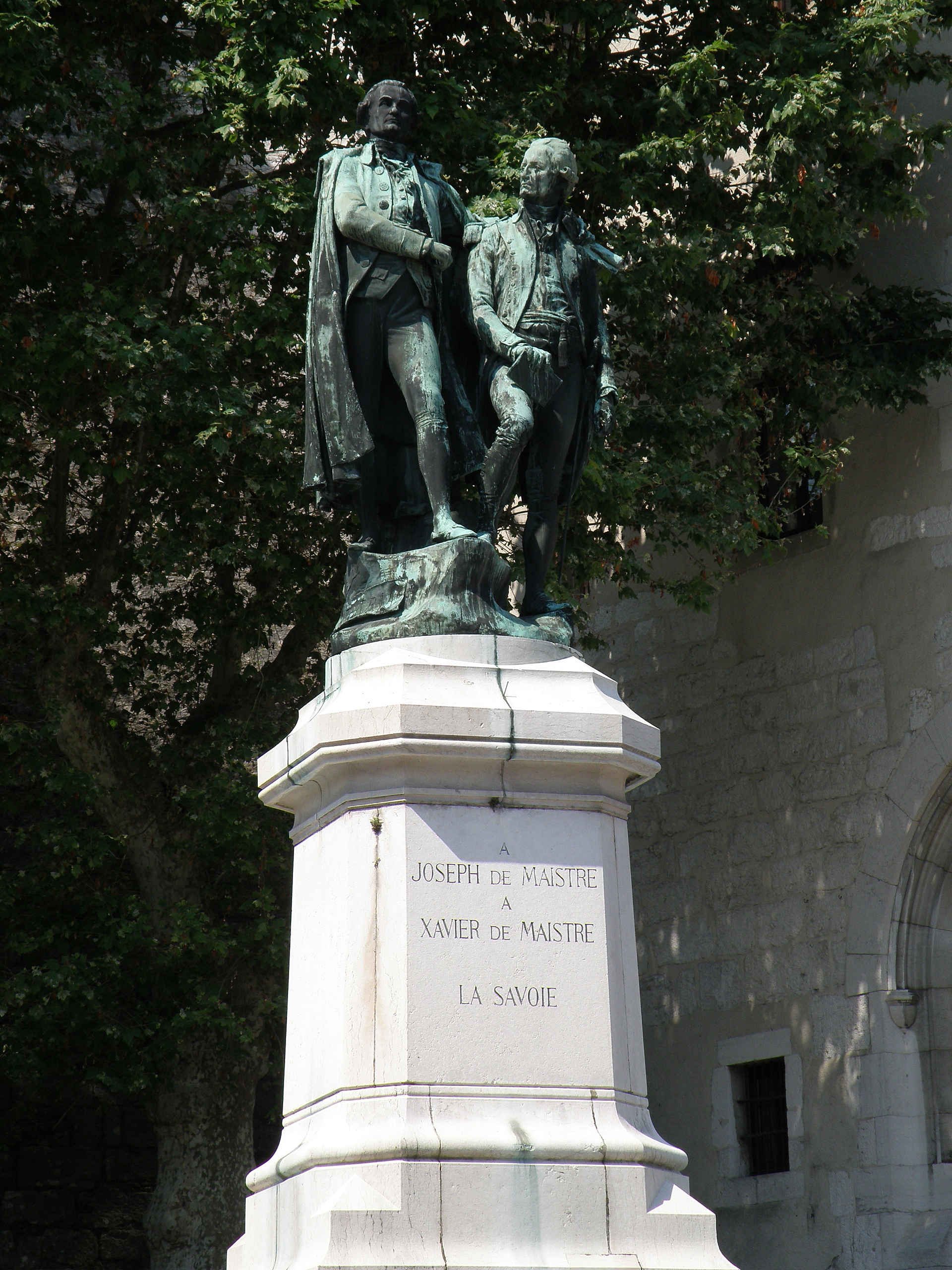
Standbeeld van Joseph en Xavier de Maistre op het Place du Château in Chambéry

Xavier de Maistre werd geboren in Chambéry, in een aristocratische familie die oorspronkelijk afkomstig was uit het graafschap Nice. Xavier was de twaalfde van vijftien kinderen. Zijn vader François-Xavier de Maistre was president van de Senaat van Savoye. Zijn moeder Marie-Christine Demotz de La Salle stierf toen hij net tien jaar was geworden. Zijn oudste broer Joseph de Maistre, politicus, schrijver en filosoof, nam de rol van peetvader op zich. In zijn jeugd kreeg hij tekenlessen van pater André Isnard, pastoor van La Bauche.
Van 1781 tot 1792 diende De Maistre in het leger van Piëmont-Sardinië. In 1792 werd Savoye bezet door een Frans revolutionair leger en ingelijfd bij Frankrijk. De Maistre bevond zich op dat moment in Aosta. Tijdens zijn verblijf maakte hij tekeningen en familieportretten en legde hij zich toe op schilderen. Er zijn twee landschappen uit die periode van hem bekend: het ene stelt de brug van Châtillon in Valle d’Aosta voor, het andere de fabrieken van Léverogne, eveneens in Valle d'Aosta.
Een ontmoeting met Pierre-Bernard Guasco, een melaatse die in een toren woonde in de buurt van het oude Hospice de Charité van Aosta, werd later door De Maistre verwerkt in zijn roman Le Lépreux de la cité d’Aoste. In 1794 kreeg De Maistre huisarrest opgelegd omdat hij een duel was aangegaan met de  Piëmontse officier Patono de Meïran. Gedurende het 42 dagen durende verblijf in zijn kamer in de citadel van Turijn schreef hij de roman Voyage autour de ma chambre.
In de nacht van 7 op 8 december 1798 deed Karel Emanuel IV van Sardinië afstand van de troon. Hij ontbond zijn leger en vluchtte naar Sardinië. Xavier de Maistre kreeg de functie van onbetaald officier in Turijn, zijn militaire loopbaan leek ten einde. De Russische generaal Pjotr Bagration zocht op dat moment een officier van het voormalige Sardijnse leger die ervaring had met het voeren van een oorlog in bergachtig gebied. Hij vroeg aan De Maistre om in dienst te treden van het Russische leger. De Maistre stemde toe en werd in 1799 aangesteld als kapitein onder generaal Aleksandr Soevorov. Na het overlijden van Soevorov werd hij overgeplaatst naar Sint-Petersburg.
Op 28 september 1801 vertrok Le Maistre naar Moskou om de kroning van tsaar Alexander I van Rusland bij te wonen. Hij bleef enige tijd in Moskou wonen, in de buurt van het Rode Plein, en opende er een schildersatelier. Zijn portretten werden een succes bij de Russische adel.
In 1803 werd zijn broer Joseph de Maistre benoemd tot gevolmachtigd minister van Piëmont-Sardinië bij het hof van Alexander I. In 1805 vestigde Xavier zich weer in Sint-Petersburg. Hij werd daar, door tussenkomst van Joseph, door admiraal Pavel Tchitchagov benoemd tot directeur van het museum en de bibliotheek van de Admiraliteit van Sint-Petersburg.
Op 26 augustus 1809 werd De Maistre benoemd tot kolonel. Hij voegde zich bij het Russische leger in de Kaukasus, streed mee in de Kaukasusoorlog en bereikte de rang van generaal-majoor. Deze periode inspireerde hem tot het schrijven van zijn boek Les Prisonniers du Caucase. Daarna bleef hij in Rusland wonen, ook na de val van Napoleon Bonaparte, toen het koninkrijk Piëmont-Sardinië door het Congres van Wenen werd hersteld.
De Maistre trouwde op 19 januari 1813 in Sint-Petersburg met gravin Sophia Ivanovna Zagriasky (1779-1851), een  Russische hofdame en dochter van Ivan Alexandrovitch Zagriasky (1749-1807). Het echtpaar ging in het Winterpaleis wonen en kreeg vier kinderen, waarvan er twee op jonge leeftijd overleden.
Xavier en zijn broer Joseph werden op 23 april 1820 gekozen tot lid van de Académie des sciences, des belles-lettres et des arts de Savoie.
Op 1 december 1825 volgde tsaar Nicolaas I van Rusland zijn overleden broer Alexander I op. Xavier de Maistre maakte van dichtbij de Decembristenopstand van december 1825 mee, die door de nieuwe tsaar bloedig werd onderdrukt. Gezien die omstandigheden en om hun twee overlevende kinderen te behoeden voor het barre Russische klimaat, besloten Xavier en Sophia de Maistre op aanraden van hun arts naar Italië te vertrekken. Het gezin woonde van 1826 tot 1838 in Italië, in Napels en Castellammare di Stabia.
In Florence ontmoette De Maistre in september 1828 de Franse dichter Alphonse de Lamartine, die een brief in versvorm getiteld Le retour aan hem opdroeg.
Ondanks de zorg voor hen en het gunstige Italiaanse klimaat stierven de twee overgebleven kinderen tijdens hun verblijf in Napels en in Castellammare di Stabia, hun jongste zoon Arthur op zestienjarige leeftijd in oktober 1837.
In april 1838 besloot Xavier de Maistre om met zijn vrouw via Savoye terug te keren naar Rusland. Op 2 juli 1839 reisde het echtpaar uiteindelijk terug naar Sint-Petersburg. Ze betrokken een huis in het centrum van de stad, op de kade van de rivier de Mojka.
Sophia overleed in 1851 en Xavier een jaar later, op 12 juni 1852. Hoewel hij katholiek was, werd hij begraven op de Lutherse begraafplaats Smolensk van Sint-Petersburg.

## Artistiek werk
Xavier de Maistre staat bekend om zijn schilderijen van vooraanstaande personen aan het Russische hof en om zijn landschapsschilderijen. De meeste van zijn werken verdwenen in 1837 bij de brand in het Winterpaleis in Sint-Petersburg. 
Zijn talent als miniaturist is zichtbaar in het Poesjkinmuseum in Moskou: het aquarelportret op ivoor van de toekomstige tsaar Alexander II van Rusland als kind, gemaakt in 1802. 
In de Tretjakovgalerij hangt het portret van generaal Aleksandr Soevorov. 
Enkele landschappen in neoklassieke stijl worden tentoongesteld in het Museum voor Schone Kunsten in Chambéry. 
In de Église de l'Assomption van La Bauche (Savoye) wordt het schilderij van Maria-Hemelvaart  tentoongesteld, geschilderd door Xavier de Maistre in Pisa in 1828.

## Literair werk

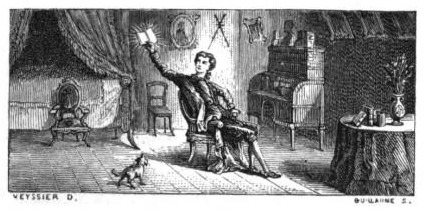
Gravure van B. Guillaume voor de eerste editie van Voyage autour de ma chambre

- 1794 Voyage autour de ma chambre. Nederlandse vertaling: Reis door mijn kamer. Vertaald door Paul de Bruin. Uitgeverij Voetnoot, Amsterdam, 1995. ISBN 9789071877216
- 1811 Le Lépreux de la cité d’Aoste. Nederlandse vertaling: De melaatsche van Aosta. Vertaald door Jacques Benoit. Uitgeverij W.L. Salm & Co, Amsterdam, na 1937.
- 1825 La Jeune Sibérienne. Nederlandse vertaling: Het Siberisch meisje. Bewerkt door Jos Witlox. Uitgeverij Hecozet, Amsterdam, 1928.
- 1825 Les Prisonniers du Caucase
- 1825 Expédition nocturne autour de ma chambre